# إيفان لورينزو
إيفان لورينزو (15 أبريل 1986 بأندورا لا فيلا في أندورا - ) هو لاعب كرة قدم أندوري في مركز الهجوم. شارك مع منتخب أندورا لكرة القدم. أما مع النوادي، فقد لعب مع نادي لاردة ونادي أندورا لكرة القدم ونادي بارباسترو.

## وصلات خارجية
- إيفان لورينزو على موقع الاتحاد الدولي (مؤرشف)  (الإنجليزية)
- إيفان لورينزو على موقع الاتحاد الأوربي (الإنجليزية)
- إيفان لورينزو على موقع قاعدة بيانات كرة القدم.إي يو (الإنجليزية)
- إيفان لورينزو على موقع ناشيونال فوتبول تيمز (الإنجليزية)
- إيفان لورينزو على موقع Soccerway.com (الإنجليزية)
- إيفان لورينزو على موقع عالم كرة القدم.نت (الإنجليزية)